# 奧龍特斯三世
奧龍特斯三世（Orontes III）是亞美尼亞王國的第一位國王，屬於奧龍特王朝，在位於前4世紀末至前3世紀。他的父親是米特雷尼斯，亞美尼亞總督。奧龍特斯三世的生平不詳，他的兒子薩姆斯一世在他死後繼位。